# Guerras birmano-siamesas
Guerras birmano-siamesas foram uma série de guerras travadas entre a Birmânia e o Sião entre os séculos XVI e XIX.

## Toungoo–Ayutthaya
| N.º | Nome                               | Resultados                                            | Notas |
| --- | ---------------------------------- | ----------------------------------------------------- | --- |
| 1   | Guerra birmano-siamesa (1547–1549) | Vitória defensiva siamesa                             | Primeiro cerco de Ayutthaya Sião derrota primeira invasão birmanesa:14–26                                                                                                 |
| 2   | Guerra birmano-siamesa (1563–1564) | Vitória birmanesa                                     | Segundo cerco de Ayutthaya; também chamado de "Guerra sobre os Elefantes Brancos". Sião torna-se vassalo birmanês (1564–1568):27–41                                       |
| 3   | Guerra birmano-siamesa (1568–1570) | Vitória birmanesa                                     | Terceiro cerco de Ayutthaya Sião novamente se torna vassalo birmanês (1569–1584):42–64                                                                                    |
| 4   | Guerra birmano-siamesa (1584–1593) | Vitória siamesa                                       | Quarto Cerco de Ayutthaya Sião recupera a independência; recupera a região inferior de Tanintharyi para Dawei:65–144                                                      |
| 5   | Guerra birmano-siamesa (1594–1605) | Vitória siamesa                                       | Primeira das invasões siamesas da Birmânia Sião conquista toda a costa de Tanintharyi para Mottama (1594) Lan Na (Chiang Mai) torna-se vassalo siamês (1602–1614):145–179 |
| 6   | Guerra birmano-siamesa (1613–1614) | Vitória birmanesa                                     | Birmânia recupera Lan Na e a costa superior de Tenasserim para Tavoy:180–202                                                                                              |
| 7   | Guerra birmano-siamesa (1662–1664) | Vitória defensiva birmanesa                           | Segunda invasão siamesa da Birmânia Birmânia defende a Alta Birmânia.:220–239                                                                                             |
| 8   | Guerra birmano-siamesa (1675–1676) | Vitória defensiva birmanesa Vitória defensiva siamesa | Birmânia defende a costa superior de Tenasserim (1675) Sião derrota contra invasão birmanesa (1675–1676)                                                                  |
| 9   | Guerra birmano-siamesa (1700–1701) | Vitória defensiva siamesa                             | Sião derrota a invasão birmanesa |

## Konbaung–Ayutthaya
| N.º | Nome                               | Resultados        | Notas                                                                                                |
| --- | ---------------------------------- | ----------------- | --- |
| 1   | Guerra birmano-siamesa (1759–1760) | Vitória birmanesa | Quinto Cerco de Ayutthaya Birmânia recupera a costa superior de Tenasserim para Tavoy:240–311        |
| 2   | Guerra birmano-siamesa (1765–1767) | Vitória birmanesa | Sexto cerco de Ayutthaya Birmânia conquista a costa de Tenasserim; fim do reino de Ayutthaya:312–357 |

## Konbaung–Thonburi
| N.º | Nome                               | Resultados                | Notas                                                        |
| --- | ---------------------------------- | ------------------------- | ------------------------------------------------------------ |
| 1   | Guerra birmano-siamesa (1775–1776) | Vitória defensiva siamesa | Birmânia não consegue recuperar o sul da Lan Na (Chiang Mai) |

## Konbaung–Rattanakosin
| N.º | Nome                                        | Resultados                               | Notas |
| --- | ------------------------------------------- | ---------------------------------------- | --- |
| 1   | Guerra birmano-siamesa (1785–1786)          | Vitória defensiva siamesa                | Também conhecido como as "Nove Guerras dos Exércitos", Sião derrota a invasão birmanesa. Sião ganha o controle do norte Lan Na (Chiang Saen), e Thao Thep Kasattri e Thao Sri Sunthon defendem Thalang. |
| 2   | Guerra birmano-siamesa (1787)               | Vitória defensiva birmanesa              | Birmânia defende costa de Tenasserim |
| 3   | Guerra birmano-siamesa (1792)               | Vitória defensiva birmanesa              | Birmânia defende a costa de Tenasserim Sião formalmente cede Tennaserim à Birmânia por tratado (1793)                                                                                                   |
| 4   | Guerra birmano-siamesa (1797)               | Vitória defensiva siamesa                | Sião defende Lan Na e Luang Phrabang |
| 5   | Guerra birmano-siamesa (1803–1808)          | Vitória defensiva birmanesa              | Birmânia defende Kengtung e Sipsongpanna; não consegue recuperar Chiang Saen |
| 6   | Guerra birmano-siamesa (1809–1812)          | Vitória defensiva siamesa                | Sião defende Junkceylon (atual Província de Phuket); creditado a Maha Senanurak |
| 7   | Primeira Guerra Anglo-Birmanesa (1824–1826) | Início do fim da independência birmanesa | Sião não tem participação relevante, mas como um aliado nominal britânico, assegura o Tratado de Burney                                                                                                 |
| 8   | Guerra birmano-siamesa (1849–1855)          | Vitória defensiva birmanesa              | Birmânia defende Kengtung |